# Aitor Osa
Aitor Osa Eizaguirre (Zestoa, (Guipúzcoa), 9 september 1973) is een voormalig Spaans wielrenner.
De in Zestoa geboren Osa, wiens jongere broer Unai ook wielrenner is, is prof sinds 1995. Hij is vooral een goed klimmer. Zijn voornaamste zege is de Ronde van het Baskenland in 2002. Een jaar later werd hij tweede in de Waalse Pijl. Eind 2006 besloot hij te stoppen nadat zijn naam in Operación Puerto werd vernoemd.

## Belangrijkste overwinningen
2000
- 3e etappe GP Portugal Telecom

2001
- 4e etappe Ronde van Portugal

2002
- 3e etappe Ronde van het Baskenland
- Eindklassement Ronde van het Baskenland
- 2e etappe Ronde van Rioja
- 4e etappe Ronde van Portugal

## Resultaten in voornaamste wedstrijden
| Jaar | Ronde van Italië | Ronde van Frankrijk | Ronde van Spanje |
| ---- | ---------------- | ------------------- | ---------------- |
| 1997 |                  |                     | 46e              |
| 1998 |                  |                     | 22e              |
| 1999 | opgave           |                     | 15e              |
| 2000 |                  |                     | 51e              |
| 2001 |                  |                     | 9e               |
| 2002 |                  |                     | 54e              |
| 2003 |                  |                     | 25e              |
| 2004 |                  | 50e                 |                  |
| 2005 |                  |                     | opgave           |

| Jaar | Amstel Gold Race | Luik-Bast.‑Luik | Waalse Pijl |  | Wereldranglijsten |
| ---- | ---------------- | --------------- | ----------- |  | ----------------- |
| 1997 |                  |                 |             |  |                   |
| 1998 |                  |                 |             |  |                   |
| 1999 | 57e              |                 | 13e         |  |                   |
| 2000 |                  |                 |             |  |                   |
| 2001 |                  |                 |             |  |                   |
| 2002 |                  |                 |             |  |                   |
| 2003 | 38e              | 17e             | ↑           |  |                   |
| 2004 |                  |                 |             |  |                   |
| 2005 |                  |                 | 8e          |  | 37e (UPT)         |